# DENIS-P J020529.0−115925
DENIS-P J020529.0−115925  är en trippelstjärna belägen i mellersta delen av stjärnbilden Valfisken. Den har en kombinerad skenbar magnitud av ca 14,59 och kräver ett kraftfullt teleskop för att kunna observeras. Baserat på uppmätt parallax på ca 50,60 mas beräknas den befinna sig på ett avstånd av ca  64 ljusår (ca  20 parsec) från solen. Den upptäcktes först i the Deep Near Infrared Survey av södra stjärnhimlen. 

## Egenskaper
"DENIS-P J020529.0−115925" är en trippelstjärna av bruna dvärgar, objekt som inte har tillräckligt med massa för att upprätthålla nukleär fusion av väte som stjärnor. De två ljusaste komponenterna, betecknade A respektive B, är båda objekt av spektraltyp L. År 2003 var de två åtskilda 0,287° vid en positionsvinkel på 246°.
Komponent B observerades som långsträckt, vilket tyder på en tredje komponent. Denna, betecknad C, är ett objekt av spektraltyp T. Den är separerad med cirka 1,9 astronomiska enheter (AE) från B och baserat på en total massa på 0,1 solmassa, kan de två kretsa kring varandra med en omloppsperiod av 8 år.